# Kataigidodon venetus
Kataigidodon venetus — вид цинодонтних терапсид, що існував у пізньому тріасі (221 млн років тому). Описаний у 2020 році. Викопні рештки тварини знайдені у відкладеннях формації Чінле у штаті Аризона.

## Опис
Описаний з фрагмента нижньої щелепи з зубами. Виявлені останки були дуже маленькими, близько 1,25 см, тому вчені вважають, що звір був розміром близько 9 см без урахування хвоста.